# La Chapelle-Haute-Grue
Pour les articles homonymes, voir La Chapelle.
La Chapelle-Haute-Grue est une ancienne commune française, située dans le département du Calvados en région Normandie, devenue le 1er janvier 2016 une commune déléguée au sein de la commune nouvelle de Val-de-Vie.
Elle est peuplée de 72 habitants.

## Toponymie
Le nom de la localité est attesté sous les formes Capella Hate Gru fin du XIIIe ou début du XIVe siècles, Capella Hastegru au XVIe siècle; Chapelle Hautegru en 1579,.

## Politique et administration
| Période                                  | Période  | Identité          | Étiquette | Qualité                                 |
| ---------------------------------------- | -------- | ----------------- | --------- | --------------------------------------- |
| ?                                        | 1980     | Gilles Dudouit    | DVD       | Conseiller général du canton de Livarot |
| 1980                                     | 2001     | Édith Dudouit     |           |                                         |
| 2001                                     | En cours | Antoine de Boever | SE        | Retraité de l'agriculture               |
| Les données manquantes sont à compléter. |          |                   |           |                                         |

## Démographie
En 2021, la commune comptait 72 habitants. Depuis 2004, les enquêtes de recensement dans les communes de moins de 10 000 habitants ont lieu tous les cinq ans (en 2006, 2011, 2016, etc. pour La Chapelle-Haute-Grue) et les chiffres de population municipale légale des autres années sont des estimations.
| 1793 | 1800 | 1806 | 1821 | 1831 | 1836 | 1841 | 1846 | 1851 |
| ---- | ---- | ---- | ---- | ---- | ---- | ---- | ---- | ---- |
| 103  | 108  | 105  | 99   | 109  | 135  | 122  | 100  | 96   |

| 1856 | 1861 | 1866 | 1872 | 1876 | 1881 | 1886 | 1891 | 1896 |
| ---- | ---- | ---- | ---- | ---- | ---- | ---- | ---- | ---- |
| 90   | 95   | 79   | 109  | 97   | 110  | 97   | 86   | 76   |

| 1901 | 1906 | 1911 | 1921 | 1926 | 1931 | 1936 | 1946 | 1954 |
| ---- | ---- | ---- | ---- | ---- | ---- | ---- | ---- | ---- |
| 78   | 62   | 69   | 67   | 75   | 87   | 99   | 114  | 83   |

| 1962 | 1968 | 1975 | 1982 | 1990 | 1999 | 2006 | 2011 | 2016 |
| ---- | ---- | ---- | ---- | ---- | ---- | ---- | ---- | ---- |
| 80   | 60   | 40   | 41   | 38   | 30   | 40   | 67   | 82   |

| 2019 | - | - | - | - | - | - | - | - |
| ---- | - | - | - | - | - | - | - | - |
| 75   | - | - | - | - | - | - | - | - |

## Lieux et monuments
- Manoir de Caudemone, des XVIe et XVIIe siècles, avec tourelle, inscrit au titre des Monuments historiques, ainsi que les pavillons d'entrée et le pigeonnier[10].
- Église Saint-Laurent et Saint-Pierre XVIe siècle. Depuis le XVIIe siècle, l'église a été un lieu de pèlerinage. À proximité se trouve la source Saint-Laurent qui avait la réputation de soigner les maladies de peau.

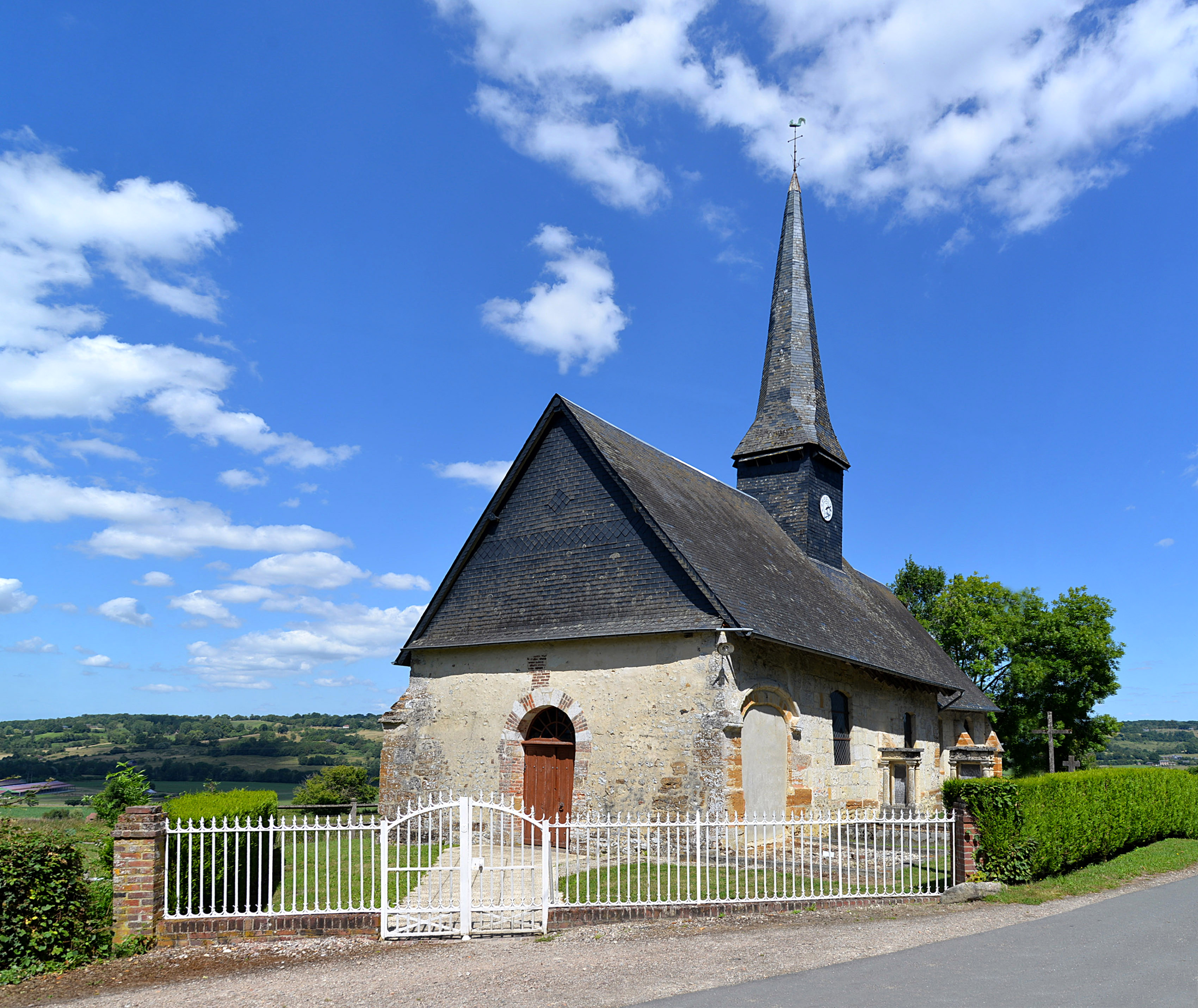
L'église Saint-Laurent-et-Saint-Pierre.
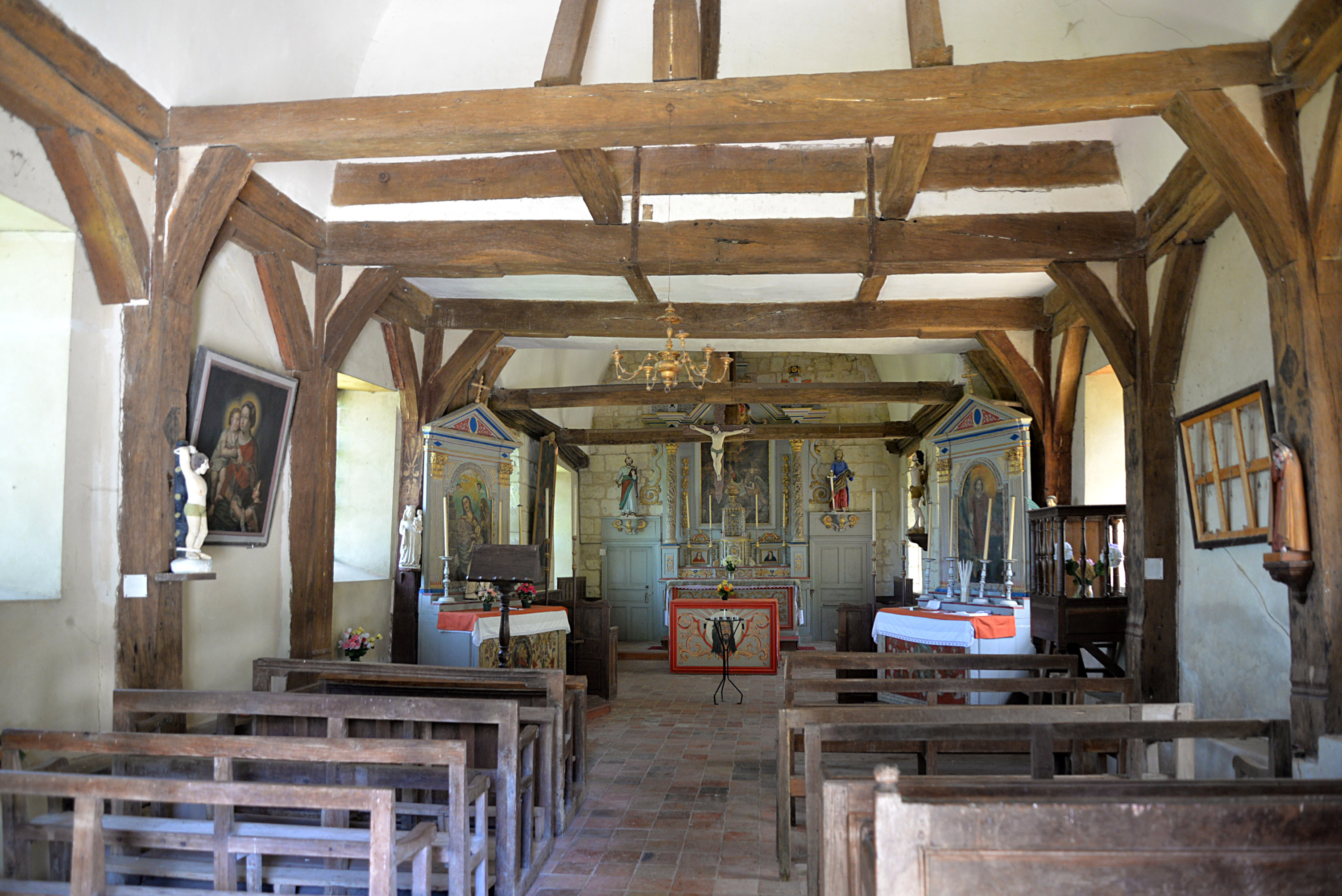
La nef de l'église.
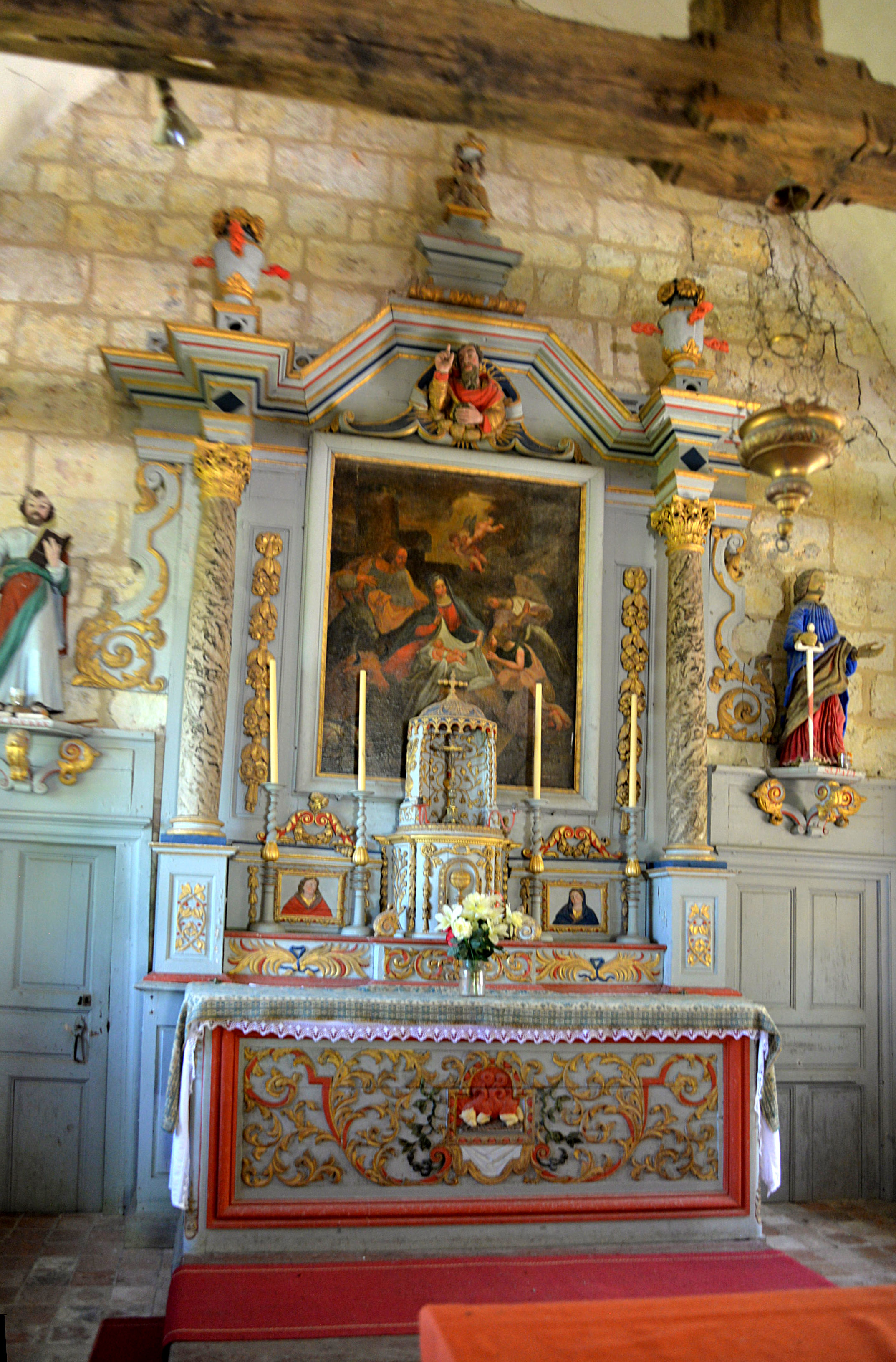
Le maître-autel de l'église.

## Personnalités liées à la commune
François Leroy-Beaulieu, premier maire de Lisieux veuf, épouse le 25 brumaire an 3 (15 novembre 1794) Monique Jus.